# Rafael Blanco Estera
Pour les articles homonymes, voir Blanco.
Rafael Blanco Estera, né à La Havane le 1er décembre 1885 et mort dans la même ville le 4 août 1955, est un peintre, caricaturiste et joueur d'échecs cubain.
Plusieurs de ses œuvres, dont Los zacatecas, se trouvent au Musée national des beaux-arts de Cuba.

## Joueur d'échecs
Blanco Estera fut champion de Cuba d'échecs à trois reprises (en 1914, 1920 et 1937) et participa à l'olympiade d'échecs de 1939 à Buenos Aires.